# Kalle Kainuvaara
Kalle Kainuvaara (Kuopio (Finland), 19 maart 1891 - Petrozavodsk (Sovjet-Unie), 21 oktober 1943) was een Fins schoonspringer en moderne vijfkamper. Hij nam deel aan de Olympische Zomerspelen van 1912 in Stockholm en de Olympische Zomerspelen van 1920 in Antwerpen. In 1943 sneuvelde hij in de Sovjet-Unie.

## Biografie
Kalle Kainuvaara nam in 1912 deel aan de Olympische Zomerspelen in Stockholm. Hij trad aan in het schoonspringen en nam deel aan het springen vanop 10 m en het hoogduiken. Hij was ook een van de Finse deelnemers aan de Olympische Zomerspelen van 1920 in Antwerpen, waar hij naast het schoonspringen ook deelnam aan de moderne vijfkamp maar deze wedstrijd niet zou afwerken.
In 1943 kwam Kainuvaara om het leven in een militair hospitaal in de Sovjet-Unie, waar hij militair actief was tijdens de Vervolgoorlog, een onderdeel van de Tweede Wereldoorlog.

## Belangrijkste resultaten

### Olympische Zomerspelen
| Jaar | Plaats    | Discipline       | Onderdeel          | Resultaat    |
| ---- | --------- | ---------------- | ------------------ | ------------ |
| 1912 | Stockholm | schoonspringen   | 10 m torenspringen | 7e (reeksen) |
| 1912 | Stockholm | schoonspringen   | hoogduiken         | 3e (reeksen) |
| 1920 | Antwerpen | schoonspringen   | 10 m torenspringen | 7e (reeksen) |
| 1920 | Antwerpen | schoonspringen   | hoogduiken         | 4e (reeksen) |
| 1920 | Antwerpen | moderne vijfkamp | moderne vijfkamp   | DNF          |